# Дой (буква)
Дой (𐍓, коми дой, также дои и ден) — четвёртая буква древнепермского алфавита, использовавшегося для записи языка коми и в качестве тайнописи старорусского языка.

## Использование
Буква 𐍓 обозначала звук [d], что соответствует кириллической букве Ԁ ԁ в алфавите Молодцова и букве Д д в современном алфавите. Кроме того, обозначала палатализованный звук [dʲ], в этом случае могла помечаться надстрочным знаком (𐍓̀). В этом значении буква соответствует Ԃ ԃ в алфавите Молодцова и Д д (перед е, ё, и, ь, ю, я) в современном алфавите. В русских тайнописных текстах также соответствует кириллической д.
Также использовалась для обозначения числа 4 (иногда в сочетании с титлом, аналогично кириллической системе счисления).

## Название
В списках встречаются варианты названия дои, дой и, в единственном случае, ден. В. И. Лыткин полагает, что именно дой и было первоначальным названием буквы. Дой в переводе с языка коми означает ‘рана’.

## Начертание
Происхождение буквы, предположительно, связано с русской буквой д и, через неё, с греческой буквой δ.
Буква дой имеет большое разнообразие вариантов начертания.
У данной буквы существует надстрочный вариант (◌𐍷), употреблявшийся аналогично кириллическим буквотитлам.

## Кодировка
Обычная и надстрочная формы буквы были закодированы в блоке Юникода «Древнепермское письмо» (англ. Old Permic) в версии 7.0, вышедшей 16 июня 2014 года, под кодами U+10353 и U+10377 соответственно.